# Azuloscurocasinegro
Azuloscurocasinegro (t.l. Blu scuro quasi nero) è un film del 2006 scritto e diretto da Daniel Sánchez Arévalo.

## Distribuzione
In Italia non è stato distribuito. Ha partecipato alle Giornate degli Autori della 63ª Mostra internazionale d'arte cinematografica di Venezia, vincendo il Premio Brian.

## Riconoscimenti
- Mostra del cinema di Venezia 2006: Premio Brian
- 3 Premi Goya 2007: miglior regista esordiente, miglior attore non protagonista (Antonio de la Torre) e miglior attore rivelazione (Quim Gutiérrez)